# Светско првенство у атлетици у дворани 2018 — бацање кугле за жене
Бацање кугле у женској конкуренцији на 17. Светском првенству у атлетици у дворани 2018. одржан је 2. марта у Arena Birmingham у Бирмингему (Уједињено Краљевство).
Титулу освојену у Портланду 2016 није бранила Мишел Картер из САД-а.

## Земље учеснице
Учествовало је 15 такмичарки из 12 земаља.
1. Белорусија (2)
2. Бугарска (1)
3. Јамајка (1)
4. Канада (1)
5. Кина (2)
6. Куба (1)
7. Мађарска (1)
8. Молдавија (1)
9. Пољска (1)
10. САД (2)
11. Тринидад и Тобаго (1)
12. Шведска (1)

## Систем такмичења
Нови систем такмичења примењује се од 2016. Нема квалификације, па све такмичарке учествују у финалу, где ће свака од њих имати по три бацања. Четврто и пето бацање обезбедиће осам најбољих, док ће прилику за шесто бацање имати само четири првопласиране после пете серије.

## Освајачи медаља
| Освајачи медаља |                  |            |  |  |  |  |
|                 |                  |            |  |  |  |  |
|                 |                  |            |  |  |  |  |
|                 |                  |            |  |  |  |  |
| Анита Мартон    | Даниел Томас-Дод | Лиђао Гунг |  |  |  |  |
| Мађарска        | Јамајка          | Кина       |  |  |  |  |

## Рекорди пре почетка Светског првенства 2018.
Стање на 1. март 2018.
| Рекорди пре почетка Светског првенства 2018.  | Рекорди пре почетка Светског првенства 2018. | Рекорди пре почетка Светског првенства 2018. | Рекорди пре почетка Светског првенства 2018. | Рекорди пре почетка Светског првенства 2018. | Рекорди пре почетка Светског првенства 2018. |
| --------------------------------------------- | -------------------------------------------- | -------------------------------------------- | -------------------------------------------- | -------------------------------------------- | -------------------------------------------- |
| Светски рекорд                                | Хелена Фибингерова                           | Чехословачка                                 | 22,50                                        | Јаблонец, Чехословачка                       | 19. фебруар 1977.                            |
| Рекорд светских првенстава                    | Валери Адамс                                 | Нови Зеланд                                  | 20,67                                        | Сопот, Пољска                                | 8. март 2014.                                |
| Најбољи резултат сезоне                       | Меги Евен                                    | Сједињене Државе                             | 19,20                                        | Албукерки, Сједињене Државе                  | 10. фебруар 2018.                            |
| Афрички рекорд                                | Вивијан Чуквумика                            | Нигер                                        | 18,13                                        | Флагстаф, Сједињене Државе                   | 4. фебруар 2006.                             |
| Азијски рекорд                                | Ли Мејсу                                     | Кина                                         | 21,10                                        | Пекинг, Кина                                 | 3. март 1990.                                |
| Северноамерички рекорд                        | Мишел Картер                                 | Сједињене Државе                             | 20,21                                        | Портланд, Сједињене Државе                   | 19. март 2016.                               |
| Јужноамерички рекорд                          | Елисанжела Адријано                          | Бразил                                       | 18,33                                        | Пиреј, Грчка                                 | 24. фебруар 1999.                            |
| Европски рекорд                               | Хелена Фибингерова                           | Чехословачка                                 | 22,50                                        | Јаблонец, Чехословачка                       | 19. фебруар 1977.                            |
| Океанијски рекорд                             | Валери Адамс                                 | Нови Зеланд                                  | 20,98                                        | Цирих, Швајцарска                            | 28. август 2013.                             |
| Рекорди остварени на Светском првенству 2018. |                                              |                                              |                                              |                                              |                                              |
| Најбољи резултат сезоне                       | Анита Мартон                                 | Мађарска                                     | 19,62                                        | Бирмингем, Уједињено Краљевство              | 2. март 2018.                                |

### Најбољи резултати у 2018. години
Десет најбољих атлетичарки године у бацању кугле у дворани пре првенства (1. марта 2018), имале су следећи пласман.
| 1.  | Меги Евен        | Сједињене Државе | 19,20 | 10. фебруар |
| 2.  | Даниел Томас-Дод | Јамајка          | 19,05 | 10. фебруар |
| 3.  | Анита Мартон     | Мађарска         | 18,87 | 11. фебруар |
| 4.  | Паулина Губа     | Пољска           | 18,77 | 17. фебруар |
| 5.  | Џенива Стивенс   | Сједињене Државе | 18,55 | 10. фебруар |
| 6.  | Јанг Гао         | Кина             | 18,54 | 10. фебруар |
| 7.  | Ирина Тарасова   | Русија           | 18,28 | 4. фебруар  |
| 8.  | Британи Кру      | Канада           | 18,20 | 10. фебруар |
| 10. | Емони Хендерсон  | Сједињене Државе | 18,14 | 24. фебруар |
| 9.  | Данијел Хил      | Сједињене Државе | 18,10 | 17. фебруар |

Такмичарке чија су имена подебљана учествују на СП 2018.

## Квалификациона норма
| Дворана | Отворено |
| ------- | -------- |
| 18,20   |          |

## Сатница
| Датум         | Време | Ниво   |
| ------------- | ----- | ------ |
| 2. март 2018. | 20:09 | Финале |

Сва времена су по локалном времену (UTC+1)

## Резултати

### Финале
Такмичење је одржано 2. марта 2018 у 20:09 по локалном времену.,,
| Место | Атлетичарка           | Земља             | ЛР    | ЛРС     | 1.    | 2.    | 3.    | 4.    | 5.    | 6.    | Резултат | Белешка      |
| ----- | --------------------- | ----------------- | ----- | ------- | ----- | ----- | ----- | ----- | ----- | ----- | -------- | ------------ |
|       | Анита Мартон          | Мађарска          | 19,33 | 18,87   | 18,29 | 18,30 | 19,48 | x     | 18,96 | 19,62 | 19,62    | СРС , НР, ЛР |
|       | Даниел Томас-Дод      | Јамајка           | 19,05 | 19,05   | 18,92 | 18,95 | 19,22 | x     | 18,86 | 19,07 | 19,22    | НР, ЛР       |
|       | Лиђао Гунг            | Кина              | 19,93 |         | x     | 18,98 | x     | 18,83 | 18,81 | 19,08 | 19,08    | ЛРС          |
| 4.    | Јанг Гао              | Кина              | 18,54 | 18,54   | 18,45 | 18,77 | 18,41 | 18,70 | 18,20 | 18,51 | 18,70    | ЛР           |
| 5.    | Паулина Губа          | Пољска            | 18,77 | 18,77   | 18,53 | x     | 18,16 | 18,31 | 18,54 |       | 18,54    |              |
| 6.    | Алиона Дубицка        | Белорусија        | 18,34 |         | x     | x     | 18,21 | x     | x     |       | 18,21    | ЛРС          |
| 7.    | Јаниувис Лопез        | Куба              | 17,90 | 17,90   | 17,81 | 18,05 | x     | 18,04 | 18,19 |       | 18,19    | ЛР           |
| 8.    | Џенива Стивенс        | САД               | 19,10 | 18,55   | 15,90 | 18,18 | 18,00 | 17,64 | x     |       | 18,18    |              |
| 9.    | Клеопатра Борел       | Тринидад и Тобаго | 19,48 | 18,60 о | 17,33 | 17,80 | 17,49 |       |       |       | 17,80    |              |
| 10.   | Британи Кру           | Канада            | 18,20 | 18,20   | x     | 17,61 | 16,13 |       |       |       | 17,61    |              |
| 11.   | Јулија Леонтјук       | Белорусија        | 19,00 | 17,48   | x     | 17,44 | 17,15 |       |       |       | 17,44    |              |
| 12.   | Данијел Хил           | САД               | 18,87 | 18,10   | 17,22 | 17,26 | x     |       |       |       | 17,26    |              |
| 13.   | Фани Рос              | Шведска           | 18,13 | 17,88   | 17,19 | 17,23 | x     |       |       |       | 17,23    |              |
| 14.   | Димитријана Сурду     | Молдавија         | 17,83 | 17,83   | 17,15 | 17,22 | x     |       |       |       | 17,22    |              |
| 15.   | Радослава Мавродијева | Бугарска          | 18,36 | 17,85   | 16,33 | x     | x     |       |       |       | 16,33    |              |